# Himba
Himbaerne er et folk i det nordlige Namibia. Det er beslægtet med hereroene og taler samme sprog. Himbaerne er et nomadisk jordbrugsfolk.

## Dagligt liv
Himbaerne holder kvæg og geder. Kvinderne har ansvaret for at malke køerne. De tager sig af børnene og normalt også af andre kvindes børn.
Kvinders arbejde er mere arbejdskrævende end mænds: det er kvinder, der henter vand til landsbyen og bygge boliger. Mænd tager sig af de politiske og juridiske opgaver.
Himbaerne har næsten ikke tøj på. Kvinderne dækker huden med en blanding af fedt, okker og urter for at beskytte sig mod solen. Blandingen giver huden en rødlig nuance, som er himbaernes skønhedsideal. Den røde farve har også symbolsk betydning: rødt symboliserer blod og liv samt jordens farve.
Drenge bliver normalt omskåret i puberteten og kan gifte sig. Når der fødes en pige, arrangeres hendes ægteskab, og hun bliver som regel gift, når hun er mellem 14 og 17 år.

## Billeder
- Himbahytte
- Himbafamilie
- Mobil himbaskole
- Himbabarn